# Gardenia (nome)
Gardenia  è un nome proprio di persona italiano femminile.

## Varianti
- Maschili: Gardenio

### Varianti in altre lingue
- Inglese: Gardenia[1]

## Origine e diffusione

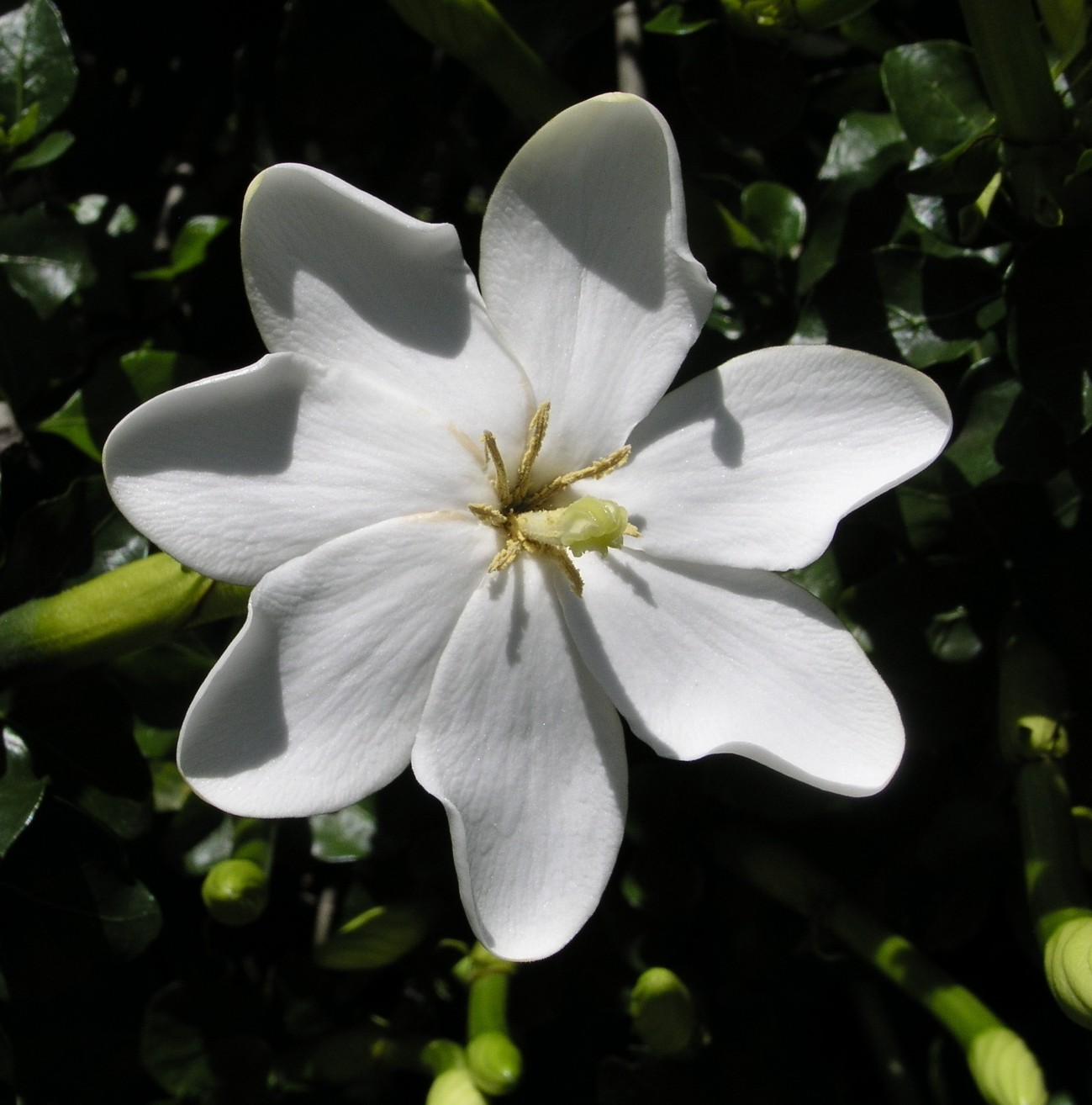
Un fiore di gardenia (specie thunbergia)

Nome augurale e affettivo, fa riferimento al fiore della gardenia; il termine venne creato nel 1757 sulla base del cognome dal naturalista scozzese Alexander Garden, e cominciò ad essere usato come nome proprio di persona nel tardo XIX secolo.
Si inserisce nella lunga tradizione dei nomi femminili ispirati ai fiori e che ne simboleggiano la bellezza e le virtù, nella quale rientrano anche Rosa, Petunia, Dalia, Eglantina, Viola, Verbena e via dicendo.
È accentrato al Centro-Nord.

## Onomastico
Il nome è adespota, non essendoci sante che lo abbiano portato. L'onomastico si può festeggiare il 1º novembre per la festa di Ognissanti.

## Il nome nelle arti
- Gardenia è un personaggio dei Pokémon.
- Gardenia è un personaggio del film del 1979 Gardenia, il giustiziere della mala, diretto da Domenico Paolella.